# نقص سكر الدم في الأطفال حديثي الولادة
نقص سكر الدم في الأطفال حديثي الولادة هي حالة مؤقتة أو عابرة لنقص السكر في الدم في الرضع.

## الآلية والفسيولوجيا المرضية
نقص سكر الدم المؤقت في أول 3 ساعات بعد الولادة هو حدث طبيعي. في أغلب الأوقات يتم التعافي منها دون تدخل طبي. تحدث أدنى مستويات السكر في الدم بعد ساعة لساعتين من الولادة. بعد ذلك، يبدأ اللاكتوز في التوفر عبر حليب الثدي. بالإضافة لذلك، يتم استحداث الجلوكوز حين يقوم الكبد والكلى بتحويل الدهون إلى جلوكوز.

## الأسباب
يمكن العثور على نقص سكر الدم في حديثي الولادة في الحالات التالية:
نقص توافر الركيزة
- تأخر النمو داخل الرحم
- الولادة المبكرة
- خطأ أيضي خلقي (مثل، عدم تحمل الفركتوز)
- داء اختزان الغلايكوجين
- الصيام الطويل دون إعطاء جلوكوز عبر الوريد

فرط الإنسولين في الدم
- ابن لأم مريضة بالسكري
- انحلال الدم الوليدي
- تبديل الدم
- متلازمة بكوث ودمان
- فرط تنسج خلايا جزر لانغرهانس
- أدوية ناهضات بيتا المضادة للمخاض
- قسطرة عالية للشريان السري
- توقف مفاجئ للجلوكوز عبر الوريد

اضطرابات أخرى للغدد الصماء
- قصور النخامية
- قصور الدرقية
- قصور الكظر

زيادة استهلاك الجلوكوز
- انخفاض درجة الحرارة
- عدوى حديثي الولادة
- زيادة مجهود التنفس
- اختناق وليدي

حالات أخرى
- كثرة كريات الدم الحمر
- مرض قلبي خلقي
- تشوهات الجهاز العصبي المركزي

## عوامل الخطر
الأطفال الأكثر عرضة لحدوث نقص سكر الدم سريعًا بعد الولادة هم الذين تعرضوا لـ:
- ولادة مبكرة
- اختناق
- انخفاض درجة الحرارة
- قصور القلب
- إنتان
- داء الريسوس
- توأم متضارب
- انحلال الدم الوليدي
- كثرة كريات الدم الحمر
- مرض تنفسي
- إعطاء جلوكوز للأم عبر الوريد
- تخدير الأم حول الجافية
- تأخر موعد الولادة
- فرط انسولين الدم
- أمراض الغدد الصماء
- خطأ أيضي خلقي
- أم مصابة بالسكري
- تسمم الحمل
- حمى أثناء الولادة[1]

## العلاج
يتم علاج بعض الأطفال بـ40% جلوكوز جيل يتم إعطاؤه بشكل مباشر عبر فم الطفل.

## فهرس
- Walker، Marsha (2011). Breastfeeding management for the clinician : using the evidence. Jones and Bartlett Publishers. ISBN:9780763766511.

## روابط خارجية
- Hypoglycemia in the Newborn, Lucile Packard Children’s Hospital